# Wardak
Maidan Wardak (Pasjtoe: ميدان وردگ) is een van de 34 provincies van Afghanistan.

## Bestuurlijke indeling
De provincie Wardak is onderverdeeld in 9 districten:
- Chak
- Day Mirdad
- Hisa-I- Awali Bihsud
- Jaghatu
- Jalrez
- Markazi Bihsud
- Maydan Shahr
- Nirkh
- Saydabad

Badakhshān · Bādghīs · Baghlān · Balkh · Bāmyān · Dāykundī · Farāh · Fāryāb · Ghaznī · Ghōr · Helmand · Herāt · Jowzjān · Kābul · Kandahār · Kāpīsā · Khōst · Kunar · Kunduz · Laghmān · Lōgar · Nangarhār · Nīmrōz · Nūristān · Paktiyā · Paktīkā · Panjshayr · Parwān · Samangān · Sar-e Pul · Takhār · Uruzgān · Wardak · Zābul